# Víctor Garza
Víctor Hazael Garza Garza (McAllen, Texas, Estados Unidos; 25 de febrero de 1992) es un futbolista estadounidense de padres mexicanos que juega como mediocampista.

## Clubes
| Club                                  | País           | Año       |
| ------------------------------------- | -------------- | --------- |
| Tigres UANL                           | México         | 2012-2013 |
| FC Ararat Ereván                      | Armenia        | 2015      |
| Tigres UANL                           | México         | 2016-2018 |
| Tampico Madero Fútbol Club (préstamo) | México         | 2016      |
| RGV FC Toros (préstamo)               | Estados Unidos | 2017-2018 |
| RGV FC Toros                          | Estados Unidos | 2019-2020 |